# Piazza Albania
Piazza Albania är ett torg i Rom som ligger nedanför Aventinens östsluttning, där Viale Aventino delar sig i Viale Manlio Gelsomini och Viale della Piramide Cestia.
Platsen hette tidigare Piazza Raudusculana efter antikens Porta Raudusculana, men fick den 4 juli 1940 namnet Piazza Albania, uppkallad efter landet Albanien. Samma år upprestes här en ryttarstaty föreställande den albanske nationalhjälten Skanderbeg, utförd av Romano Romanelli.